# Розірвана завіса
«Розірвана завіса» (англ. Torn Curtain) — американський трилер режисера Альфреда Гічкока, що вийшов на екрани 1966 року.

## Синопсис
Розробник американської ракетної зброї Майкл Армстронг прямо з конференції в Норвегії таємно відправляється до Берліна, в НДР. Його наречена доктор Сара Шерман, яка є також його помічницею, вирушає з ним. По приїзді з'ясовується, що Армстронг вирішив перейти на роботу в НДР, по той бік залізної завіси. Сара здивована: невже він зрадник? Чи, може, не все так просто?

## У ролях
- Пол Ньюман — професор Майкл Армстронг
- Джулі Ендрюс — Сара Шерман
- Ліля Кедрова — графиня Кучинська
- Гансйорґ Фелмі — Генріх Герхард
- Тамара Туманова — балерина
- Людвіґ Донат — професор Густав Ліндт
- Вольфґанґ Кілінґ — Герман Громек
- Гізела Фішер — доктор Коска
- Альфред Гічкок — чоловік з дитиною
- Ґюнтер Штрак — професор Карл Манфред